# Bahnstrecke Liverpool–Earlestown–Manchester
| British Rail Class 156 im Bahnhof Urmston |                      |                                                         |                                                         |
| Streckenlänge: | 51,5 km              |                                                         |                                                         |
| Spurweite: | 1435 mm (Normalspur) |                                                         |                                                         |
| Stromsystem: | 25 kV 50 Hz ~        |                                                         |                                                         |
| Zweigleisigkeit: | durchgehend          |                                                         |                                                         |
| |                      |                                                         |                                                         |
| \| \| \| Liverpool Lime Street seit 1836 \| \| \| \| \| Edge Hill Tunnel \| \| \| \| \| Liverpool Crown Street 1830–1836 \| \| \| \| \| Crown Street Tunnel \| \| \| \| \| \| \| \| \| \| Edge Hill \| \| \| \| \| nach Manchester via Warrington \| \| \| \| \| zum Hafen Liverpool \| \| \| \| \| Wavertree Technology Park \| \| \| \| \| Broad Green \| \| \| \| \| vom Hafen Liverpool \| \| \| \| \| Roby \| \| \| \| \| Huyton \| \| \| \| \| nach Wigan und zur West Coast Main Line \| \| \| \| \| Whiston \| \| \| \| \| Rainhill \| \| \| \| \| Lea Green \| \| \| \| \| Wigan–Garston–Liverpool \| \| \| \| \| von Wigan \| \| \| \| \| St Helens Junction \| \| \| \| \| WCML nach London Euston \| \| \| \| \| Earlestown \| \| \| \| \| WCML von London Euston \| \| \| \| \| Newton-le-Willows \| \| \| \| \| WCML Birmingham–Edinburgh \| \| \| \| \| von und nach Edinburgh/Glasgow \| \| \| \| \| Golborne Junction \| \| \| \| \| Glazebrook–Wigan \| \| \| \| \| nach Bolton \| \| \| \| \| Glazebury \| \| \| \| \| Astley \| \| \| \| \| Patricroft \| \| \| \| \| nach Wigan \| \| \| \| \| aus Bolton \| \| \| \| \| Eccles \| \| \| \| \| Weaste 1830–1942 \| \| \| \| \| Seedley 1830–1956 \| \| \| \| \| Cross Lane 1830–1949 \| \| \| \| \| von Edinburgh/Glasgow \| \| \| \| \| \| \| \| \| \| von Liverpool via Warrington / von Edinburgh/Glasgow \| \| \| \| \| Salford Ordsall Lane 1830–1957 \| \| \| \| \| nach Manchester Liverpool Road 1830–1844 \| \| \| \| \| Manchester Deansgate \| \| \| \| \| Manchester Oxford Road \| \| \| \| \| nach Manchester Exchange 1884–1969 \| \| \| \| \| Manchester Victoria \| \| \| \| \| nach Oldham, Caldervale Line nach Leeds/Blackpool North \| \| \| \| \| Manchester Piccadilly \| \| \| \| \| West Coast Main Line und nach Glossop, Sheffield \| \| \| \| \| Huddersfield Line nach York, Leeds \| \| \| \| \| und zum Flughafen Manchester \| \| |                      |                                                         |                                                         |
| Kopfbahnhof Streckenanfang |                      | Liverpool Lime Street seit 1836                         | Liverpool Lime Street seit 1836                         |
| Tunnelanfang |                      | Edge Hill Tunnel                                        | Edge Hill Tunnel                                        |
| Kopfbahnhof Streckenanfang (Strecke außer Betrieb) · Strecke (im Tunnel) |                      | Liverpool Crown Street 1830–1836                        | Liverpool Crown Street 1830–1836                        |
| Tunnel (Strecke außer Betrieb) · Tunnelende |                      | Crown Street Tunnel                                     | Crown Street Tunnel                                     |
| Verschwenkung nach links (Strecke außer Betrieb) · Verschwenkung nach rechts |                      |                                                         |                                                         |
| Bahnhof |                      | Edge Hill                                               | Edge Hill                                               |
| Abzweig geradeaus und nach rechts |                      | nach Manchester via Warrington                          | nach Manchester via Warrington                          |
| Abzweig geradeaus und nach links |                      | zum Hafen Liverpool                                     | zum Hafen Liverpool                                     |
| Haltepunkt / Haltestelle |                      | Wavertree Technology Park                               | Wavertree Technology Park                               |
| Haltepunkt / Haltestelle |                      | Broad Green                                             | Broad Green                                             |
| Abzweig geradeaus und von links |                      | vom Hafen Liverpool                                     | vom Hafen Liverpool                                     |
| Haltepunkt / Haltestelle |                      | Roby                                                    | Roby                                                    |
| Haltepunkt / Haltestelle |                      | Huyton                                                  | Huyton                                                  |
| Abzweig geradeaus und nach links |                      | nach Wigan und zur West Coast Main Line                 | nach Wigan und zur West Coast Main Line                 |
| Haltepunkt / Haltestelle |                      | Whiston                                                 | Whiston                                                 |
| Haltepunkt / Haltestelle |                      | Rainhill                                                | Rainhill                                                |
| Haltepunkt / Haltestelle |                      | Lea Green                                               | Lea Green                                               |
| Kreuzung geradeaus unten (Querstrecke außer Betrieb) |                      | Wigan–Garston–Liverpool                                 | Wigan–Garston–Liverpool                                 |
| Abzweig geradeaus und ehemals von links |                      | von Wigan                                               | von Wigan                                               |
| Bahnhof |                      | St Helens Junction                                      | St Helens Junction                                      |
| Abzweig geradeaus und nach rechts |                      | WCML nach London Euston                                 | WCML nach London Euston                                 |
| Bahnhof |                      | Earlestown                                              | Earlestown                                              |
| Abzweig geradeaus und von rechts |                      | WCML von London Euston                                  | WCML von London Euston                                  |
| Haltepunkt / Haltestelle |                      | Newton-le-Willows                                       | Newton-le-Willows                                       |
| Kreuzung geradeaus oben |                      | WCML Birmingham–Edinburgh                               | WCML Birmingham–Edinburgh                               |
| Abzweig geradeaus, nach links und von links |                      | von und nach Edinburgh/Glasgow                          | von und nach Edinburgh/Glasgow                          |
| Dienststation / Betriebs- oder Güterbahnhof |                      | Golborne Junction                                       | Golborne Junction                                       |
| Kreuzung geradeaus oben (Querstrecke außer Betrieb) |                      | Glazebrook–Wigan                                        | Glazebrook–Wigan                                        |
| Abzweig geradeaus und ehemals nach links |                      | nach Bolton                                             | nach Bolton                                             |
| ehemaliger Haltepunkt / Haltestelle |                      | Glazebury                                               | Glazebury                                               |
| ehemaliger Haltepunkt / Haltestelle |                      | Astley                                                  | Astley                                                  |
| Bahnhof |                      | Patricroft                                              | Patricroft                                              |
| Abzweig geradeaus und ehemals nach links |                      | nach Wigan                                              | nach Wigan                                              |
| Abzweig geradeaus und ehemals von links |                      | aus Bolton                                              | aus Bolton                                              |
| Bahnhof |                      | Eccles                                                  | Eccles                                                  |
| ehemaliger Haltepunkt / Haltestelle |                      | Weaste 1830–1942                                        | Weaste 1830–1942                                        |
| ehemaliger Haltepunkt / Haltestelle |                      | Seedley 1830–1956                                       | Seedley 1830–1956                                       |
| ehemaliger Haltepunkt / Haltestelle |                      | Cross Lane 1830–1949                                    | Cross Lane 1830–1949                                    |
| Abzweig geradeaus und von links |                      | von Edinburgh/Glasgow                                   | von Edinburgh/Glasgow                                   |
| Verschwenkung von links · Verschwenkung von rechts |                      |                                                         |                                                         |
| Abzweig geradeaus und von rechts · Abzweig geradeaus und von links |                      | von Liverpool via Warrington / von Edinburgh/Glasgow    | von Liverpool via Warrington / von Edinburgh/Glasgow    |
| Strecke · ehemaliger Haltepunkt / Haltestelle |                      | Salford Ordsall Lane 1830–1957                          | Salford Ordsall Lane 1830–1957                          |
| Strecke · Abzweig geradeaus und ehemals nach links |                      | nach Manchester Liverpool Road 1830–1844                | nach Manchester Liverpool Road 1830–1844                |
| Haltepunkt / Haltestelle · Strecke |                      | Manchester Deansgate                                    | Manchester Deansgate                                    |
| Bahnhof · Strecke |                      | Manchester Oxford Road                                  | Manchester Oxford Road                                  |
| Strecke · Abzweig geradeaus und ehemals nach links |                      | nach Manchester Exchange 1884–1969                      | nach Manchester Exchange 1884–1969                      |
| Strecke · Bahnhof |                      | Manchester Victoria                                     | Manchester Victoria                                     |
| Strecke · Strecke nach links |                      | nach Oldham, Caldervale Line nach Leeds/Blackpool North | nach Oldham, Caldervale Line nach Leeds/Blackpool North |
| Bahnhof |                      | Manchester Piccadilly                                   | Manchester Piccadilly                                   |
| Strecke |                      | West Coast Main Line und nach Glossop, Sheffield        | West Coast Main Line und nach Glossop, Sheffield        |
| Strecke nach rechts |                      | Huddersfield Line nach York, Leeds                      | Huddersfield Line nach York, Leeds                      |
| |                      | und zum Flughafen Manchester                            |                                                         |

Die Bahnstrecke Liverpool–Earlestown–Manchester ist eine der beiden Schienenverbindungen zwischen den englischen Städten Liverpool und Manchester. Obwohl sie als Hauptstrecke der Liverpool and Manchester Railway die erste Eisenbahnstrecke mit geregeltem Fahrplan war, hat sie an Bedeutung zugunsten der südlich, über Warrington verlaufenden, Strecke verloren. Die Strecke befindet sich in Eigentum der Network Rail, der operative Betrieb obliegt der Northern und auf einzelnen Teilstücken auch der Transport for Wales/Trafnidiaeth Cymru, zudem wird sie für Betriebs- und Ausweichfahrten auch von anderen Gesellschaften genutzt.

## Geschichte

### Von Crown Street nach Liverpool Road
Die Strecke wurde 1830 von George Stephensons Liverpool and Manchester Railway eröffnet. Sie war die erste Bahnstrecke Europas mit geregeltem Fahrplan und die Rocket sorgte als schnellste Dampflokomotive der Welt über die Landesgrenzen hinaus für Aufsehen. Zudem war sie gleich von Beginn an zweigleisig ausgebaut. Sie führte vom damaligen Bahnhof Manchester Liverpool Road über die heutige Strecke via Earlestown zum Bahnhof Liverpool Crown Street. Dieser Endbahnhof lag jedoch weit außerhalb des Stadtzentrums, weswegen ab 1832 von der Station Edge Hill zum heute noch existierenden Bahnhof Liverpool Lime Street ein Tunnel gebaut wurde.

### Von Lime Street nach Victoria
1836 wurde der Tunnel vollendet, Lime Street eröffnet und der Bahnhof Crown Street stillgelegt. Auch der Bahnhof Edge Hill wurde um wenige Meter verlegt. Da der Tunnel ein beträchtliches Gefälle in Richtung Lime Street aufwies, wurden die Lokomotiven in Edge Hill abgekoppelt und die Wagen nach Lime Street heruntergerollt. In der Gegenrichtung wurden sie von einem Seil in die Höhe gezogen.

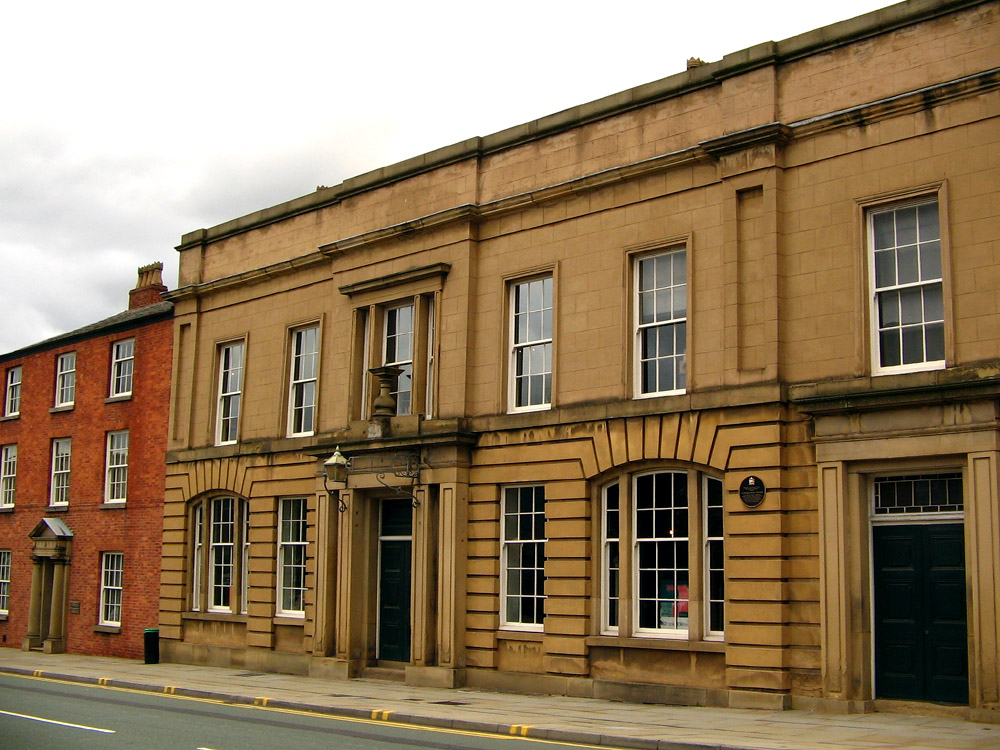
Außenansicht des Bahnhofs Liverpool Road in Manchester im Jahre 2008

1842 wurde mit dem Bau einer kurzen Verbindungsstrecke von der (heute stillgelegten) Salforder LMR-Haltestelle Orsdall Lane zur Victoria Station der Manchester and Leeds Railway begonnen, welche 1844 vollendet wurde. 1837 wurde die Strecke zwischen dem Bahnhof Birmingham Curzon Street und Earlestown eröffnet, welche es erlaubte, Züge von Liverpool Road aus bis nach Birmingham oder gar London Euston zu führen. Am 4. Mai 1844 wurde der Bahnhof Liverpool Road für den Personenverkehr geschlossen und die Züge wurden allesamt nach Victoria geführt. Ein Güterbahnhof an der Liverpool Road wurde erst 1975 geschlossen. Das Empfangsgebäude ist heute noch vollumfänglich erhalten, der Bahnhof ist Teil des Museum of Science and Industry.
1837 wurde die Abzweigung der Grand Junction Railway von Earlestown nach Birmingham zu einem Gleisdreieck ausgebaut, so dass der Bahnhof Earlestown insgesamt sechs Bahnsteige an allen Seiten des Dreiecks besitzt, damit an ihm Züge aller Fahrtrichtungen halten können.
1845 ging die LMR in die Grand Junction Railway auf und wiederum ein Jahr später wurde sie Teil der London and North Western Railway.

### Manchester Exchange
1884 erbaute die LNWR in Manchester den Bahnhof Exchange Street unmittelbar südlich des Victoria-Bahnhofs. So erhielt Manchester nebst den bereits existierenden Bahnhöfen Central, Piccadilly und Victoria einen vierten Hauptbahnhof.
Dieser Bau erlaubte es der LNWR, den überlasteten Victoria-Bahnhof, den sie vierzig Jahre lang mit der Lancashire and Yorkshire Railway geteilt hatte, zu verlassen und einen eigenen Bahnhof in Manchester zu betreiben. Der fünfgleisige Bahnhof war eine Mischung aus Kopf- und Durchgangsbahnhof, so dass auch die LNWR auch Züge aus Ostengland einfahren lassen konnte. Die Great Western Railway betrieb zeitweise Direktzüge nach London Euston. So fuhren auch die Züge aus Liverpool neu in den Bahnhof Exchange ein.
1929 wurde die Bahnsteigkante des Gleis 3 mit derjenigen des Gleis 11 im Bahnhof Victoria verbunden, so dass der mit 683 Metern Länge längste Bahnsteig Europas entstand. An ihm konnten zur selben Zeit drei Züge abgefertigt werden.
Die stillgelegten Bahnhofsgebäude der in den Jahren 1942 bis 1956 zwischen Eccles und Manchester aufgegebenen Stationen Weaste, Seedley und Cross Lane mussten allesamt dem Bau der Autobahn M602 weichen.
Windsor Link und der Bedeutungsverlust von Manchester Victoria
1988 ging mit dem Windsor Link eine neue Verbindung zwischen den Bahnhöfen Salford Central und Manchester Deansgate in Betrieb. Sie ermöglichte eine schnellere Linienführung der Züge aus Nordengland und Schottland nach Manchester, welche bisher die WCML bis Newton-le-Willos und dann die LMR-Strecke bis Manchester benutzt haben, um dann in den Bahnhof Victoria einzufahren. Durch die neue Verbindung wurden diese Züge, sowohl diejenigen des Regional- als auch diejenigen des Fernverkehrs neu nach Piccadilly führte, was einerseits zu einem Aufschwung für die Bahnhöfe Deansgate, Oxford Road und Piccadilly, aber auch zu einem massiven Bedeutungsverlust für Victoria führte und dieser Bahnhof in Vergessenheit geriet. Als Vorbereitung auf die Commonwealth Games 2002 wurde zwar Piccadilly saniert, Victoria aber links liegen gelassen, was den Unmut der Bevölkerung auf sich zog.
Jedoch hat der Ausbau der Manchester Metrolink und Pläne zur Sanierung den Bedeutungsschwund für Victoria bremsen lassen. In Zukunft sollen die Regionalzüge aus Nordengland wieder vermehrt Victoria statt den chronisch überlasteten Piccadilly-Bahnhof anfahren.

## Verkehr
Die heutige Bedeutung der Strecke hat stark abgenommen, sie wird nur noch als Regionalverkehrslinie betrieben. Die Funktion als Hauptbahn hat sie an die südlichere Strecke verloren, welche trotz größerer Länge eine Zeitersparnis mit sich bringt.
Der operative Betrieb wird von zwei Gesellschaften ausgeführt:

### Northern
Betrieb
Die Northern betreibt als der größte Benutzer der Strecke mehrere Zugspaare. Stündlich verkehrt ein beschleunigter Zug – der in etwa einem Regionalexpress entspricht – der Relation Liverpool Lime Street–Manchester Piccadilly mit Halt in Wavertree Technology Park, St Helens Junction, Newton-le-Willows und Manchester Oxford Road. Dieser Zug wird über Piccadilly hinaus zum Flughafen Manchester verlängert.
Dazu kommt, ebenfalls stündlich, ein Regionalzug zwischen Liverpool Lime Street und Manchester Victoria mit Halt an allen Stationen, der nach einem kurzen Aufenthalt in Victoria über Ashton-under-Lyne nach Stalybridge durchgebunden wird.
Des Weiteren betreibt die Northern noch Züge zwischen Lime Street und Warrington Bank Quay, welche bis Earlestown die Strecke nach Manchester benutzen, um dann auf die West Coast Main Line abzuzweigen.
Rollmaterial
Northern verwendet für die Strecke Liverpool–Earlestown–Manchester Rollmaterial der Gattungen 142, 150 oder 156.

### Transport for Wales/Trafnidiaeth Cymru
Die Transport for Wales/Trafnidiaeth Cymru nutzt den Abschnitt Piccadilly–Earlestown stündlich für die Relationen Manchester–Llandudno bzw. Manchester–Chester. Diese Züge werden meist mit Rollmaterial der Gattung 175 ausgeführt.

### Andere Verbindungen
Die Linie über Earlestown wird von East Midlands Trains und TransPennine Express für Leer- und Überführungsfahrten und als Ausweichroute, wenn die Stammstrecke via Warrington gesperrt ist, genutzt.

## Zukunft

### Elektrifizierung
Das britische Departement for Transport ließ im Juni 2009 verlauten, dass die Strecke mit einer 25 kV 50 Hz Wechselstrom-Oberleitung bis 2013 elektrifiziert werden soll. Der Kostenpunkt beträgt rund 100 Millionen Pfund. Die Fahrtzeit soll von 45 Minuten auf 30 Minuten gesenkt werden und die Bedeutung im Schienenverkehr soll gestärkt werden, auch um die südlichere Verbindung zu entlasten.
Northern erwarb zu diesem Zweck von der Thameslink Züge der Baureihe 319, sanierte diese und setzte sie auf der Strecke ein. TransPennine Express betreibt seine Züge der Relation Manchester Airport–Glasgow–Edinburgh nicht mehr mit dieselbetriebenen Zügen über Bolton und Preston, sondern mit elektrischen Triebwagen über die Strecke nach Liverpool bis zur Abzweigung Golborne Junction geführt werden, wo sie dann auf die West Coast Main Line einschwenken würden.